# Juvence de Pavie
Pour les articles homonymes, voir Juvence.
Juvence de Pavie ou Évence de Pavie (en latin :  Iuventius) est, d'après la tradition, le deuxième évêque (épiscope) de la ville de Pavie au début du IIe siècle après saint Syr. Il fut aussi évangélisateur de la Ligurie. Canonisé par l’Église catholique, saint Juvence  est liturgiquement célébré le 8 février.  

## Juvence ou Évence,IIeouIVesiècle
Évêque de Ticinum (Pavie), il y fut envoyé avec saint Syr par saint Hermagoras, évêque d'Aquilée et disciple de saint Marc. Syr, le premier épiscope, lui demanda de se rendre à Milan pour soutenir la position des chrétiens face aux pressions romaines et se montrer courageux face au martyre. À son retour, il fut ordonné diacre. Avant sa mort, Syr lui prédit qu'il lui succéderait. Durant son ministère, il continua de diffuser la foi chrétienne aux alentours tout en accomplissant quelques miracles. Il aurait gouverné l'église de Pavie pendant 39 ans, de l'an 100 à 139, mais la date de sa mort précise est inconnue.
Une autre hagiographie le voit, sous le nom d'Évence, évêque de Pavie de 381 à 397, sans doute le quatrième. On pense que c'est lui qui prit part au concile d'Aquilée de 381 contre l'arianisme, et au concile de Milan (390) qui condamna l'erreur théologique de Jovinien. Lors de ce deuxième concile, il fut le premier signataire de la lettre envoyée au pape Sirice.
Évence est mentionné par saint Ambroise dans son œuvre De officis comme le défenseur d'une veuve qui réclamait ses biens légitimes.
Il serait mort le 8 février 397, quelques mois avant le saint évêque de Milan Ambroise, et enterré dans l'église Saint-Nazaire-et-Saint-Celse, qui a été rebaptisée église Saint-Évence en son honneur. Le lieu de sépulture a été oublié pendant des siècles et a été redécouvert en 1574 grâce à une inscription en pierre. En raison de la démolition de l'église en 1789, ses reliques ont été transportées dans l'église de Jésus. Enfin, après la déconsécration de cette dernière en 1885, les restes de saint Évence ont été déplacés sous l'autel de la chapelle Saint-Jean-Baptiste dans la cathédrale de la ville.
Sa fête est le 8 février, et il est inscrit au Martyrologe romain à la date du 12 septembre.  

### Articles liés
- Liste des évêques de Pavie
- Diocèse de Pavie